# Pantone
Pantone LLC – amerykańskie przedsiębiorstwo z siedzibą w Carlstadt w stanie New Jersey, znane z produkcji systemów używanych w przemyśle poligraficznym. Zostało założone w 1963 roku przez Lawrence'a Herberta.

## Pantone Matching System
Pantone opracowało i wydało swoją skalę kolorów, która stanowi wzorzec barw nazwany Pantone (Color) Matching System (PMS). Kolory oznaczane są numerem (np. 2352) z oznaczeniami dodatkowymi takimi jak fluorescencja, metaliczność, itp. Podstawowa skala opisuje 1761 kolorów. Powstają one przez zmieszanie 18 pigmentów (w tym białego i czarnego), stąd ich odwzorowanie na skalach CMYK i RGB nie jest oczywiste.

## Pantone Goe System
W 2007 roku wydano Pantone Goe System, w którym kolorom w skali Pantone przypisano ich odpowiedniki w skalach RGB i Lab.

## Pantone: Color of the Year
Amerykański Instytut Pantone nieprzerwanie od 1999 roku analizuje globalne trendy i wybiera „kolor roku”, odzwierciedlający bieżące, projektowe tendencje. 
- 2025 - „Mocha Mousse” (PANTONE 17-1230)
- 2024 - „Peach Fuzz” (PANTONE 13-1023)
- 2023 - „Viva Magenta”  (PANTONE 18-1750)
- 2022 - „Very Peri” (PANTONE 17-3938)